# Darajan I.
Darajan I., Darev I. ali Darij I. (aramejsko 𐡃𐡀𐡓𐡉𐡅, d'ryw) je bil prvi kralj Perzije (Farsa), ki je bil najverjetneje podložen partskemu monarhu Fraatu II. (vladal 132–127 pr.n.št.). Darajan I. je vladal po letu 132 pr. n. št. Za razliko od svojih predhodnikov fratarakov se je naslavljal šah (kralj) in postavil temelje nove dinastije, ki bi jo lahko imenovali Darajanidi. Na svojih kovancih ni uporabljal naslova šah, ampak isd'ryw mlk (kralj Darij). Kraljevski naslov je privzel verjetno zato,  ker se je počutil dovolj močnega. Naslovu se kljub težavam niso odpovedali niti njegovi nasledniki vse do padca kraljestva.
Darajanove srebrne drahme so bile nadaljevanje drahem, ki so jih pred njim kovali frataraki. Na prednji strani je bil upodobljen on sam z mehkim pokrivalom (bašlik) s polmesecem. Na hrbtni strani je bil upodobljen pred žgalnim oltarjem in zoroastrskim vrhovnim božanstvom Ahura Mazda nad njim. Videz  kovancev je bil  značilen tudi za njegove naslednike.
Darajana I. je nasledil Vadfradad III.